# Diocesi di Prosperidad
La diocesi di Prosperidad  è una sede della Chiesa cattolica nelle Filippine suffraganea dell'arcidiocesi di Cagayan de Oro. Nel 2024 contava 486.251 battezzati su 739.367 abitanti. È retta dal vescovo Ruben Caballero Labajo.

## Territorio
La diocesi comprende la provincia filippina di Agusan del Sur, sull'isola di Mindanao.
Sede vescovile è la città di Prosperidad, dove sorge la cattedrale di San Michele.
Il territorio si estende su 9.989,52 km² ed è suddiviso in 26 parrocchie.

## Storia
La diocesi è stata eretta il 15 ottobre 2024 da papa Francesco, ricavandone il territorio dalla diocesi di Butuan.

## Cronotassi dei vescovi
Si omettono i periodi di sede vacante non superiori ai 2 anni o non storicamente accertati.
- Ruben Caballero Labajo, dal 15 ottobre 2024

## Statistiche
La diocesi, al momento dell'erezione nel 2024, su una popolazione di 739.367 persone contava 486.251 battezzati, corrispondenti al 60,0% del totale.
| anno | popolazione | popolazione | popolazione | presbiteri | presbiteri | presbiteri | presbiteri                | diaconi | religiosi | religiosi | parrocchie |
| anno | battezzati  | totale      | %           | numero     | secolari   | regolari   | battezzati per presbitero | diaconi | uomini    | donne     | parrocchie |
| ---- | ----------- | ----------- | ----------- | ---------- | ---------- | ---------- | ------------------------- | ------- | --------- | --------- | ---------- |
| 2024 | 486.251     | 739.367     | 65,8        | 61         | 32         | 29         | 7.791                     |         | 31        | 6         | 26         |